# فرانسیس هاگروپ
فرانسیس هاگروپ (انگلیسی: Francis Hagerup; زاده ۲۲ ژانویهٔ ۱۸۵۳ – درگذشته ۸ فوریهٔ ۱۹۲۱) وکیل، سیاستمدار، دیپلمات اهل نروژ بود.